# Єфімов Михайло Сергійович
Єфімов Михайло Сергійович (англ. Michael Yefimov, 19 жовтня 1994, Балаклія) — український танцівник і хореограф. Фіналіст Чемпіонату України з латино-американської програми серед студентів, чемпіон Харкова й області.

## Біографія
Народився в сім'ї Сергія Васильовича (1966) й Ірини Сергіївни (1971).
У 2011 році закінчив Балаклійську загальноосвітню школу № 4. Того ж року вступив до Національного аерокосмічного університету ім. М.Є.Жуковського «ХАІ» та у 2015 році отримує ступінь бакалавра комп'ютерних наук. У 2019 закінчує Пекінський університет авіації і космонавтики та отримує ступінь магістра  

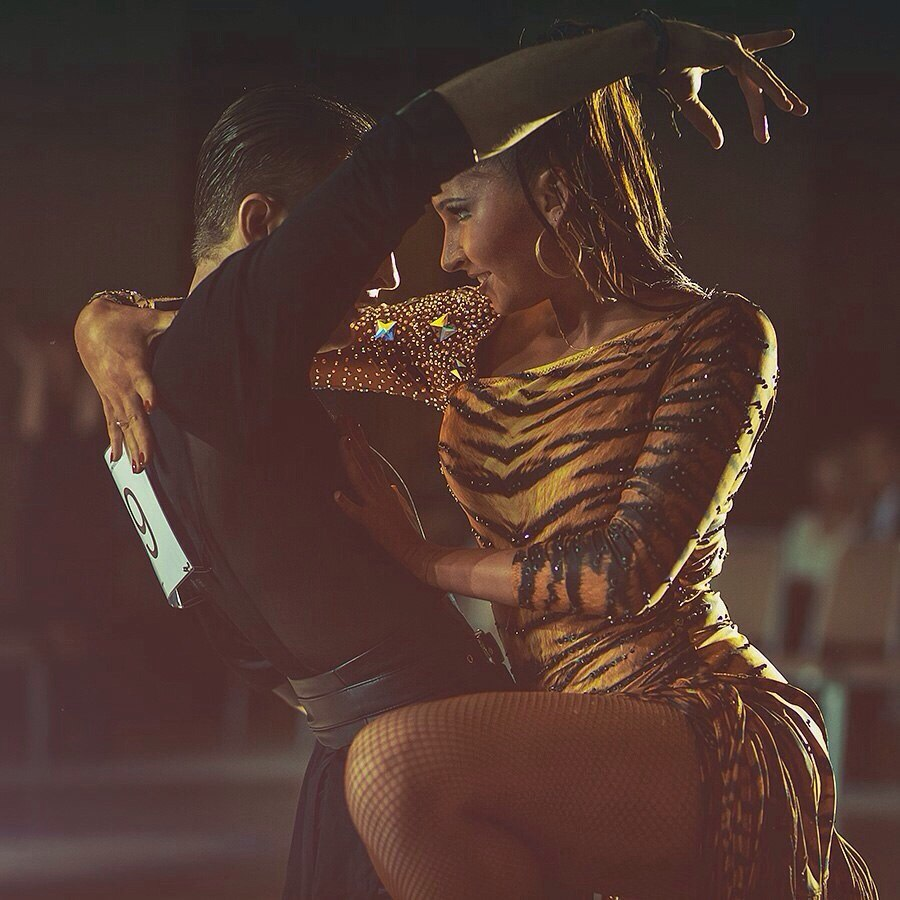
Михайло Єфімов і Марія Рильцева

Викладає танці з 20 років. Наразі є інструктором з танців у власній студії
Володіє англійською та розмовною китайською мовами.

## Спортивні досягнення і нагороди
- A member of the Resperct Dance Team (RDH, Kharkiv, Ukraine)
- A member of The Estrella Dance Coach Team
- A member of the Ukrainian Dance Sport Association[2]
- Kharkiv and Kharkiv Region Champion Youth+Adults RS LA
- Students Ukrainian Championships Finalist[3]
- Joint Cup of the Central Region of Ukraine Youth2 + Adults LA Finalist[4]
- The best Kharkiv Show case couple